# Stadsmuseum Tilburg
Het Stadsmuseum Tilburg is een museumcollectie in de Nederlandse stad Tilburg, die vooral oudheidkundige en volkenkundige voorwerpen, bedrijfscollecties, fotografiecollecties en schilderijen omvat met betrekking tot de stad Tilburg en omgeving. De collectie bevindt zich in eigen depots en op uiteenlopende locaties in en rond Tilburg, veelal bij instellingen die zich met Tilburgse geschiedenis bezighouden.

## Geschiedenis
Plannen tot het oprichten van een stedelijk museum in Tilburg dateren van de jaren '20 van de 20e eeuw. Her en der waren voorwerpen aanwezig die met de geschiedenis van de stad te maken hadden. Sommige daarvan bevinden zich tegenwoordig in het TextielMuseum, maar dat museum belicht maar één – zij het belangrijk – deel van de stadsgeschiedenis. In 1925 werd er een commissie in het leven geroepen om de mogelijkheden voor het oprichten van een stedelijk museum te onderzoeken. De Rijkscommissie van advies inzake het museumwezen bracht echter een negatief advies uit, waardoor de plannen op de lange baan werden geschoven.
Wél werden allerlei voorwerpen voor een toekomstig museum verzameld. Het betrof voorwerpen die gerelateerd waren aan de textielindustrie, schilderkunst van Tilburgers, oudheidkundige en volkenkundige voorwerpen. Er werden schenkingen gedaan en aankopen verricht. Voorts werd een prentencollectie verworven die betrekking had op Koning Willem II. Deze werden in 1949, ter gelegenheid van de honderdste verjaardag van de sterfdag van Willem II, tentoongesteld. In 1931 nam de gemeente deel aan de oprichting van een 'Nederlandsch Volkenkundig Missiemuseum', dat in 1936 aan de Paleisstraat geopend werd. Op de zolder daarvan werd de collectie voor het in te richten Stadsmuseum opgeslagen. Sinds 1954 kwamen de voorwerpen onder beheer van de gemeente-archivaris, met uitzondering van de aan de textiel gerelateerde objecten, welke in het Textielmuseum terechtkwamen. Dit museum werd in 1958 geopend.
De opgravingen van het Kasteel van Tilburg (1978–1980), onder leiding van Henk Stoepker, brachten een groot aantal oudheidkundige voorwerpen aan het licht die in 'Oudheidkundig Centrum De Oliemeulen' werden opgeslagen. In 1984 liep het dienstverband van Stoepker af, en ook De Oliemeulen werd gesloten bij gebrek aan middelen. De collectie werd ondergebracht in het Gemeentearchief, en in 1991 ging een groot deel van de collectie over naar de Rijksdienst voor het Oudheidkundig Bodemonderzoek. In Tilburg bleven nog een groot aantal oudheidkundige voorwerpen die zich voornamelijk in het Gemeentearchief bevonden. In 1980 kwam er een museumnota uit, en vanaf die tijd werden er regelmatig thematische tentoonstellingen gehouden waardoor delen van de collectie aan het publiek konden worden getoond.
In 1991 verscheen een nieuwe gemeentelijke nota, Toekomstig Verleden genaamd. Hierin werd de museumtaak van het Gemeentearchief feitelijk erkend. Ondertussen leidden tal van bedrijfssluitingen tot het vrijkomen van nieuwe collecties, bijvoorbeeld met betrekking tot Volt en Muziekinstrumentenfabriek Kessels. Daarnaast waren er kerkschatten en schatten van de schuttersgilden.
Vanaf 2006 nam het Stadsmuseum het beheer en de inventarisatie van de collectie op zich. Aan de hand hiervan verschenen en verschijnen ook diverse publicaties. Er worden op verschillende locaties in de stad tentoonstellingen georganiseerd en verdere activiteiten ontplooid, maar er is (nog) geen vaststaand gebouw dat men kan bezoeken. Voor scholen heeft Stadsmuseum Tilburg educatieve programma's ontwikkeld over Tilburg in de Tweede Wereldoorlog, burgerschap en Vincent van Gogh.

## TijdLab
In januari 2019 opende de LocHal in de Spoorzone de deuren, met daarin de vestiging van de Bibliotheek Midden-Brabant. Een zestal laboratoria (of ‘Labs’) zijn ingericht als bijzondere ruimtes met elk een eigen thema. Eén van deze ruimtes is het TijdLab, waarin Stadsmuseum Tilburg en Bibliotheek LocHal samenwerken. Door wisselende projecten die gaan over het erfgoed van Tilburg worden steeds andere onderwerpen belicht. Objecten uit de collectie van het Stadsmuseum worden hierbij getoond. Ook andere partijen uit de gemeente Tilburg die met erfgoed bezig zijn, kunnen hier een podium krijgen.

## Vincents Tekenlokaal

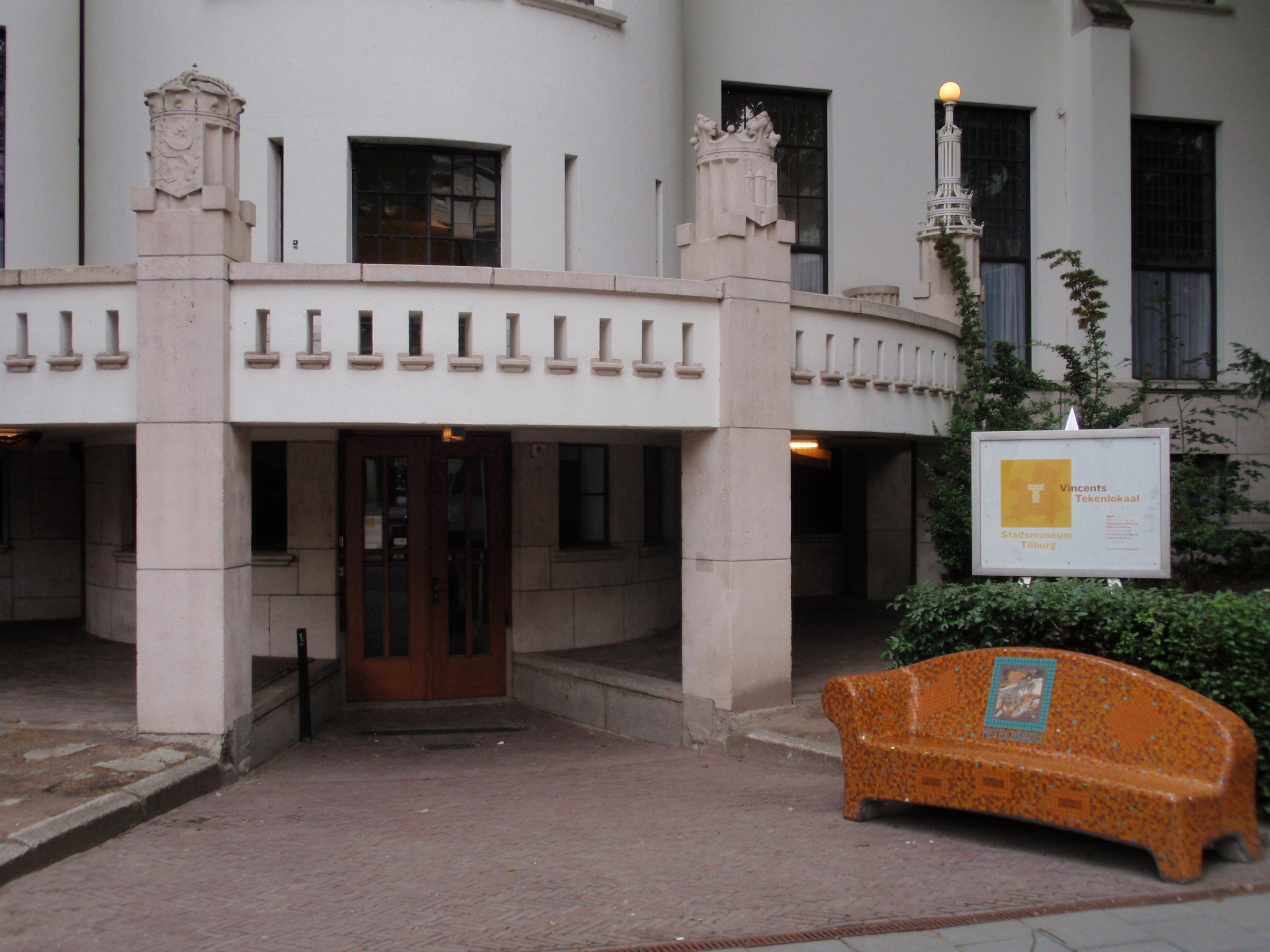
Vincents Tekenlokaal

Sinds juni 2009 kan men in het Paleis-Raadhuis te Tilburg een reconstructie van Vincent van Goghs tekenlokaal terugvinden. De reconstructie is gevestigd in het Paleis-Raadhuis omdat van 1866 tot 1936 een Rijks-HBS was gevestigd in het gebouw, waar Vincent van Gogh op school heeft gezeten. Het tekenlokaal heeft een museale functie binnen het Stadsmuseum Tilburg gekregen. Alhoewel de reconstructie van het tekenlokaal is gevestigd in de zuidelijke vleugel, verwacht men dat in verband met een betere lichtinval het tekenlokaal van Vincent was gevestigd in de noordelijke vleugel van het paleis. Om het tekenlokaal te kunnen realiseren was er een verbouwing nodig om zo een eigen toegang tot de ruimte te maken. Middels de zuidoostelijke toren van het Paleis-Raadhuis kan men sinds de verbouwing vanuit het souterrain de voormalige wethouderskamer bereiken op de bel-etage en zo de reconstructie van het lokaal bezichtigen.
Tevens bevond zich er in het souterrain een interactieve tentoonstelling over Vincent van Gogh en tekentechnieken. De tentoonstelling was te bezoeken via de entree aan de oostzijde van het Paleis-Raadhuis onder het bordes aan het Stadhuisplein. Door een renovatie van de gebouwen van de gemeente is Vincents Tekenlokaal tijdelijk verplaatst naar de Spoorzone.

## Peerke Donders Paviljoen
Stadsmuseum Tilburg beheerde en exploiteerde van 2009 tot 2014 het Peerke Donders Paviljoen, aangeduid als Museum voor Naastenliefde. Anno 2021 wordt dit met het omliggende parkje beheerd door Stichting Petrus Donders Tilburg. Het verhaal van Peerke Donders is het uitgangspunt, maar ook wordt een beeld geschetst van hedendaagse werken van naastenliefde door nieuwe 'Gouden Peerkes', organisaties en individuen uit de regio Tilburg. Het Peerke Donders Paviljoen werd op 27 oktober 2009 – de 200e geboortedag van Peerke Donders – officieel geopend door dr. E.H.M. Hirsch Ballin, de toenmalig minister van Justitie.

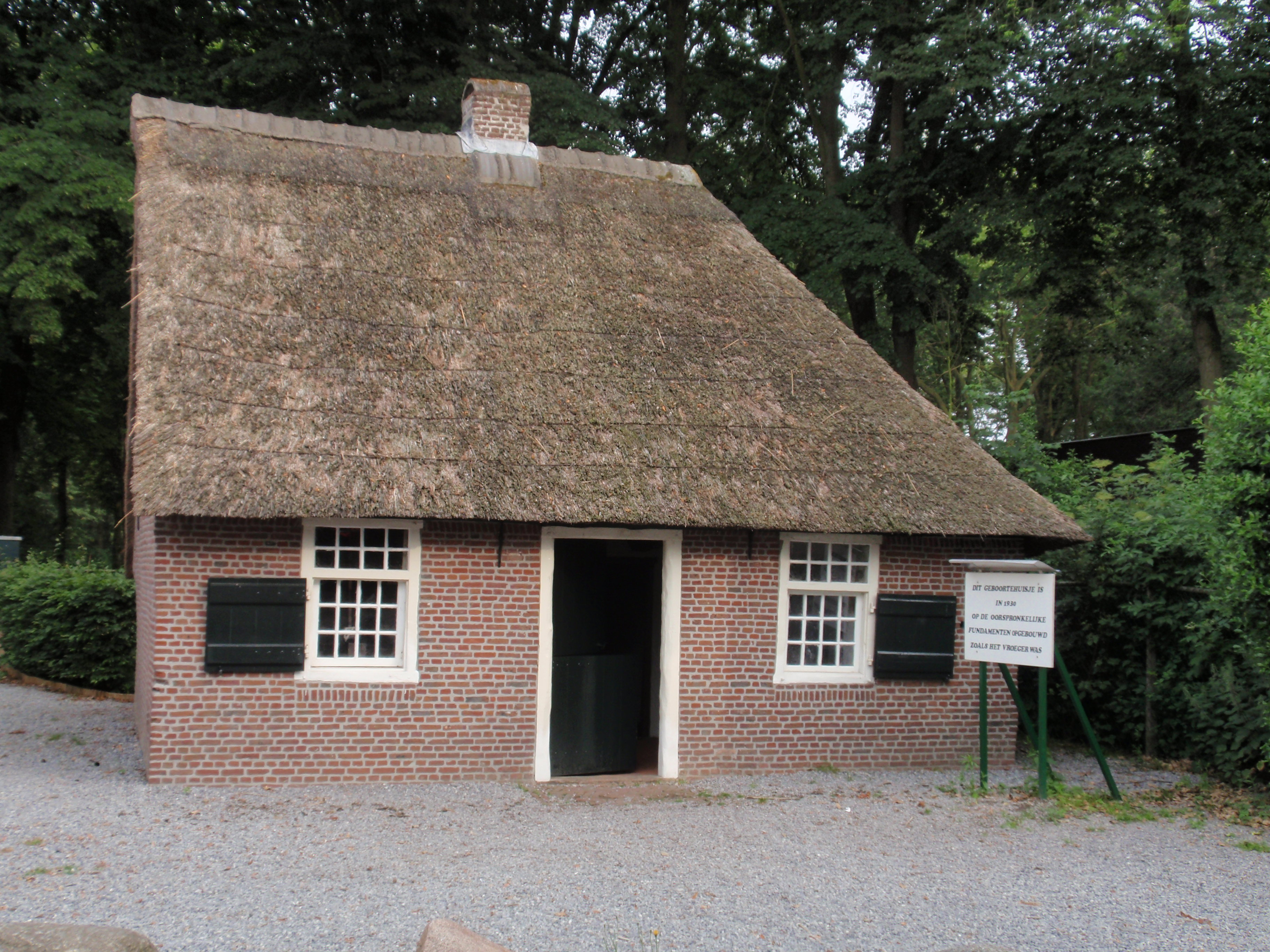
Het gereconstrueerde geboortehuis van Peerke Donders
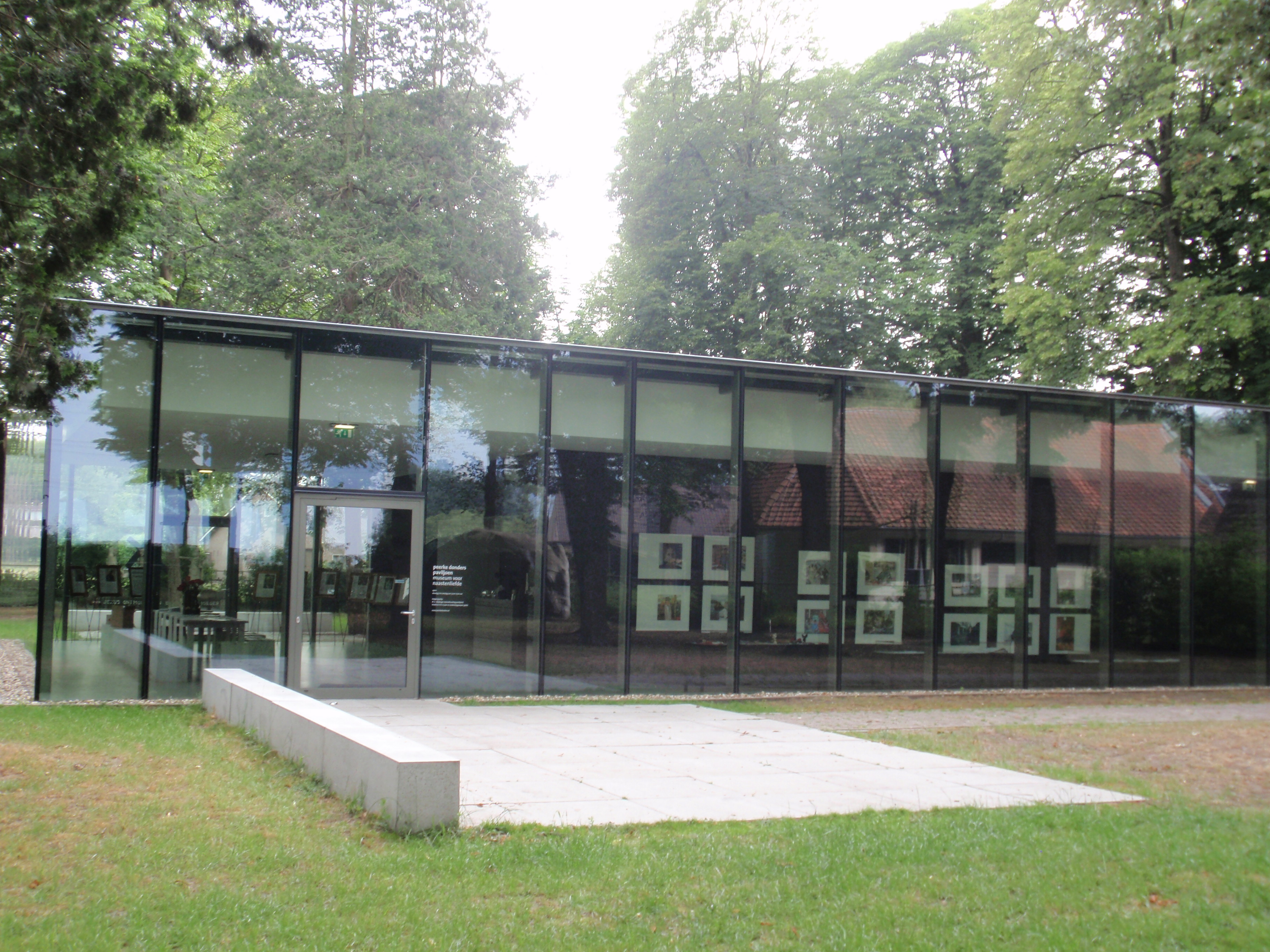
Het bijbehorende Peerke Donders Paviljoen (Museum voor Naastenliefde)
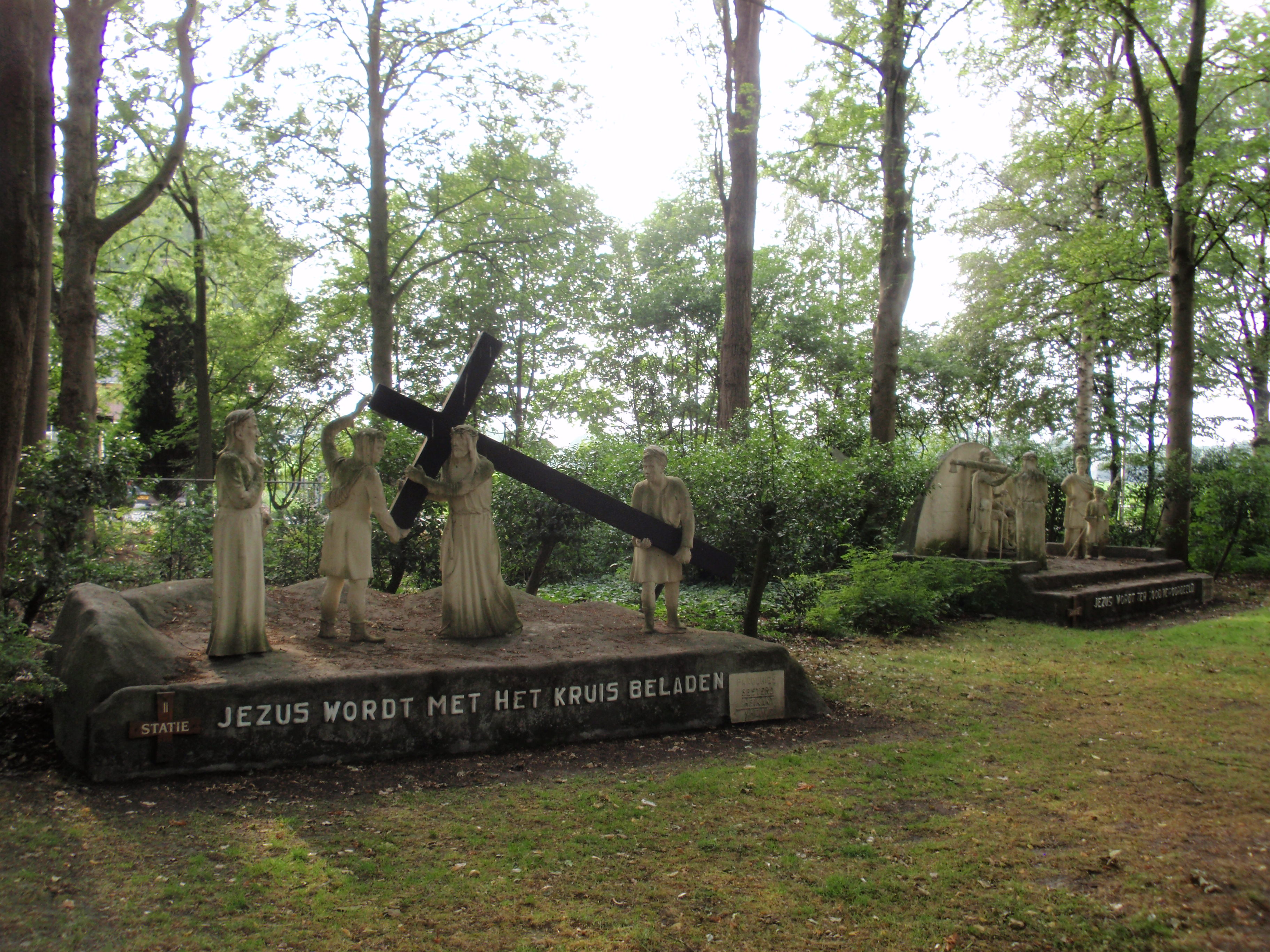
Twee van de veertien gebeeldhouwde scènes in het processiepark